# ROKS Sejong le Grand (DDG-991)
Le ROKS Sejong le Grand (DDG-991) est le navire de tête de la classe Sejong le Grand, une classe de destroyers lance-missiles construits pour la marine de la république de Corée (ROKN). Il a été le premier destroyer Aegis construit par la Corée du Sud. Il et a été nommé d’après le quatrième roi de la dynastie Joseon de Corée, Sejong le Grand.

## Conception
Le navire est équipé du système de combat Aegis (Baseline 7 Phase 1) combiné à des antennes radar multifonctions AN/SPY-1D.
La classe Sejong le Grand est la troisième phase du programme Korean Destroyer eXperimental (KDX) de la marine sud-coréenne, un important programme de construction navale visant à améliorer la capacité de la ROKN à défendre avec succès les zones maritimes autour de la Corée du Sud contre diverses menaces, et à devenir une marine de haute mer.
Avec un déplacement standard de 8500 tonnes et maximal à pleine charge de 11000 tonnes, les destroyers KDX-III Sejong le Grand sont de loin les plus grands destroyers de la marine sud-coréenne. Ils sont plus grands que la plupart des destroyers des marines d’autres pays : la Corée du Sud a construit des destroyers légèrement plus volumineux et plus lourds que les destroyers de classe Arleigh Burke ou de classe Atago pour accueillir 32 missiles supplémentaires. Certains analystes estiment qu’il serait plus approprié d’appeler cette classe de navires des croiseurs légers plutôt que des destroyers. Les KDX-III sont actuellement les plus grands navires à transporter le système de combat Aegis.

## Carrière
Le ROKS Sejong le Grand a été construit par Hyundai Heavy Industries et lancé le 25 mai 2007. Il a été mis en service dans la marine de la république de Corée le 22 décembre 2008.
La marine de la république de Corée a participé activement aux récentes versions de l’exercice RIMPAC. C’est une occasion unique pour les pays participants de se former, et cela les aide à maintenir des relations de coopération avec les autres pays participants. Le 23 juin 2010, le ROKS Sejong le Grand a participé au RIMPAC 2010. Il a de nouveau participé aux exercices RIMPAC de 2016 avec le ROKS Kang Gam-chan et le sous-marin ROKS Yi Eokgi. Le Sejong le Grand a de nouveau participé au RIMPAC 2022. 